# 하우시스 인터페인
하우시스 인터페인(Hausys interpane)는 대한민국 기업 LG하우시스와 독일의 유리 전문 기업 인터페인(Interpane)사가 80:20으로 합작하여 만든 회사이다. 주 사업 내용은 '코팅 유리 제조 및 판매'이다. 
2010년 LG 하우시스의 자회사로 설립되었으나 2016년 모기업인 LG 하우시스에 흡수 합병되었다.